# داني نوتشي
داني نوتشي (بالإنجليزية: Danny Nucci) هو ممثل أمريكي، ولد في 15 سبتمبر 1968 في النمسا.

## أعمال

### أفلام
- (1993) الناجين[5]
- (1996) الصخرة[6][7][8]
- (1996) ماحي[9]
- (1997) تيتانيك[10][11][12]
- (2006) مركز التجارة العالمي[13]

### مسلسلات
- إن سي آي إس
- جوي
- ذا فوسترز
- كاسل
- هاوس

## وصلات خارجية
- داني نوتشي على موقع IMDb (الإنجليزية)
- داني نوتشي على موقع روتن توميتوز (الإنجليزية)
- داني نوتشي على موقع ألو سيني (الفرنسية)
- داني نوتشي على موقع تيرنر كلاسيك موفيز (الإنجليزية)
- داني نوتشي على موقع أول موفي (الإنجليزية)
- داني نوتشي على موقع قاعدة بيانات الأفلام السويدية (السويدية)
- داني نوتشي على موقع إن إن دي بي (الإنجليزية)
- داني نوتشي على موقع قاعدة بيانات الفيلم (الإنجليزية)
- داني نوتشي على موقع كينوبويسك (الروسية)